# Djamel Bouaïchaoui
Djamel Bouaïchaoui (en arabe : جمال بوعيشاوي) est un footballeur international algérien né le 29 septembre 1952 à Bab El Oued et mort le 30 novembre 1998. Il évoluait au poste de gardien de but.

## Biographie

### En club
Il évolue en première division algérienne avec son club formateur, le WA Boufarik, et l'USM Alger, puis il finit sa carrière footballistique au MB Tablat dans des divisions inférieures.

### En équipe nationale
Il reçoit une seule sélection en équipe d'Algérie en 1974. Son seul match a lieu le 7 avril 1974 contre le Maroc (défaite 2-0).

## Palmarès
USM Alger
- Coupe d'Algérie (1) :
  - Vainqueur : 1980-81.
  - Finaliste : 1979-80.

- Supercoupe d'Algérie :
  - Finaliste : 1981.